# Fundacja Kultury Bez Barier
Fundacja Kultury Bez Barier – fundacja działająca od 2012 roku na rzecz osób niepełnosprawnych.  

## Historia
Anna Żórawska pracując w Fundacji Dzieciom Zdążyć z Pomocą w 2007 roku była pomysłodawczynią projektu Poza Ciszą i Ciemnością. W jego ramach po raz pierwszy pod koniec 2008 roku osoby niewidome i niesłyszące zostały zaproszone na projekcję filmu w kinie Muranów. Ten projekt stał się początkiem Fundacji Kultury bez Barier, która powstała w 2012 roku. Projekt Poza Ciszą i Ciemnością w maju 2011 roku w ramach konkursu S3KTOR 2010, którego organizatorem był Urząd m.st. Warszawy, otrzymał nagrodę mieszkańców.
Zgodnie ze statutem fundatorem fundacji został Stanisław Kowalski, prezes Fundacji Dzieciom „Zdążyć z Pomocą”. Celem Fundacji jest prowadzenie działalności, która pomaga w udostępnianiu wydarzeń kulturalnych osobom wykluczonym społecznie. Swoją pomocą fundacja obejmuje głównie osoby z niepełnosprawnością wzroku i słuchu. Na czele fundacji stoi Zarząd, składający się z 2 do 5 członków, który działa w trybie bezkadencyjnym.

## Projekty
Warszawski Tydzień Kultury bez Barier – stała impreza organizowana od 2013 roku we współpracy z Urzędem Miasta Stołecznego Warszawy. W 2017 roku zmieniono nazwę na Warszawski Festiwal Kultury bez Barier. Od 2018 numeracja została przeniesiona na ogólnopolski Festiwal Kultury bez Barier.
Festiwal Kultury bez Barier – stała impreza realizowana corocznie od 2015 roku (do 2017 roku nosiła nazwę Tydzień kultury bez barier). W jego ramach instytucje kultury w całej Polsce korzystając ze wsparcia Fundacji zwiększają dostępność dla osób niepełnosprawnych swoich wystaw, spektakli, warsztatów.
- 2020–2022: Warszawska Akademia Dostępności – 2020-2022. Projekt realizowany we współpracy z Fundacją Integracja, Fundacją Widzialni i Dostępni.eu[10]
- 2020: VI Forum Kultury bez Barier: Dostępna biblioteka – wymogi/ potrzeby/ możliwości[11]
- 2020: Druga edycja Festiwalu Przejścia[12]
- 2020: Rock’AD’Roll  2020. W ramach projektu powstała strona internetowa rockadroll.pl, na której umieszczono audiodeskrypcje okładek płyt, przygotowano audiodeskrypcję do 2 teledysków, zorganizowano koncert polskiego artysty Grubsona tłumaczony na PJM[13]
- 2020–2021: Tu Możesz. W ramach aplikacji osoby niepełnosprawne mają dostęp do bazy miejsc i wydarzeń z pętlą indukcyjną[14].
- 2019: Sieć Liderów i Liderek Dostępności. Projekt realizowany z inicjatywy prezes Anny Żórawskiej, którego celem jest stworzenie Sieci Liderów i Liderek Dostępności, w ramach której otrzymają oni wsparcie w prowadzonej pracy. W ramach wsparcia przygotowywano newslettery, zjazd z programem intensywnych szkoleń dla liderów i liderek w mieście Zegrze, badano potrzeby liderów i zorganizowano spotkania Cykl 100 pytań do…[15].
- 2019–2021: Rodzina kinomaniaków 2.0. Fundacja opracowała napisy, tłumaczenia oraz audiodeskrypcje, oraz pokazy kilku filmów. Część filmów została udostępniona w Internecie, gdyż z powodu pandemii nie mogły odbyć się pokazy stacjonarne[16].
- 2019–2021: Czytanie obrazów – rozwój portalu[17].
- 2019: Moduł D. Podlasie. Projekt skierowany do edukatorów, animatorów kultury i działaczy społecznych z województwa podlaskiego, aby podnieść ich kompetencje oraz zainicjować tworzenia oferty kulturalnej dla osób z niepełnosprawnościami (OzN)[18].
- 2019: Festiwal Przejścia. Festiwal zorganizowany w Warszawie i Kielcach, w ramach którego zorganizowano pokazy filmów dostępnych dla każdego niezależnie od stopnia niepełnosprawności. W weekendy zorganizowano również warsztaty dla dzieci, aby umożliwić rodzicom skorzystanie z pokazów[19].
- 2019: Język polski w 3D. W ramach COOLturalnego Festiwalu Głuchych zorganizowano warsztaty i grę miejską upowszechniające wiedzę o języku polskim dla osób głuchych, słabosłyszących, z niepełnosprawnością wzroku[20].
- 2019: Wszyscy do teatru! Projekt zwiększył dostępność spektakli teatralnych dla osób niepełnosprawnych dzięki audiodeskrypcji, pętli indukcyjnej, tłumaczeniu na polski język migowy i/lub napisy dla niesłyszących[21].
- 2019–2021: Teatrosfera bez barier. Akt drugi. Kontynuacja projektu realizowanego w 2018 roku[22].
- 2019–2020: Posmakuj Warszawy. W ramach projektu zaplanowano warsztaty kulinarne, warsztaty o kulturze gotowania, wykłady spacery oraz pokazy filmowe dla osób z niepełnosprawnością wzroku, słuchu, autyzmem oraz niepełnosprawnością intelektualną[23].
- 2019: Paszport do sztuki 2. Druga edycja projektu z 2018 roku[24].
- 2018: Czytanie obrazów. W ramach projektu powstała strona internetowa www.czytanieobrazow.pl oraz aplikacje na systemy: Android i iOS(Apple). W ten sposób we współpracy z 27 instytucjami kultury udostępniono materiały w wersji dostępnej osób z niepełnosprawnością sensoryczną[25].
- 2018: Kultura. Rajdy bez Barier. W ramach projektu pomagano instytucjom kultury w dostosowaniu wydarzeń do potrzeb osób z niepełnosprawnością wzroku i słuchu[26].
- 2018: Encyklopedia Sztuki w PJM 3. W ramach projektu podobnie jak rok wcześniej zorganizowano warsztaty i powstały filmy z tłumaczeniem PJM[27].
- 2018: Teatrosfera bez barier. Celem projektu było zwiększenie oferty teatralnej dla osób z niepełnosprawnościami w Katowicach, Lublinie i Trójmieście[28].
- 2018: Miganie przez czytanie. W ramach projektu wykorzystano nagranie bajek Adama Stoyanowa do promocji czytelnictwa i języka polskiego wśród niesłyszących dzieci i młodzieży[29].
- 2018: Paszport do sztuki. W ramach projektu zrealizowano dwa cykle warsztatów skierowanych do młodzieży ze spektrum autyzmu organizowanych przez warszawskie muzea i galerie[30].
- 2017: Historia dostępna. Projekt realizowany we współpracy z Fundacją Barak Kultury, Fundacją Na Rzecz Rozwoju Audiodeskrypcji Katarynka i Muzeum Wojska w Białymstoku. W ramach projektu przetłumaczono na język migowy komiks Koleje losu. Białystok Józefa Piłsudskiego, zorganizowano w Poznaniu happening Za i przeciw z udziałem osób niepełnosprawnych i trzy pokazy filmowe (filmy: Obywatel, Inka, Zawrócony)[31].
- 2017: Conradoteka. W ramach projektu dofinansowanego przez Ministra Kultury i Dziedzictwa Narodowego zorganizowano warsztaty fotograficzne dla osób słabosłyszących oraz teatralno-dramatyczne dla osób z niepełnosprawnością wzroku. Do scenografii spektaklu opartego na Jądrze ciemności wykorzystano zdjęcia wykonane podczas warsztatów fotograficznych[32].
- 2017–2018: Filmolekcje dla każdego. W ramach projektu około 200 osób z niepełnosprawnością wzroku i słuchu mogło uczestniczyć w specjalnych seansach filmowych, warsztatach i dyskusjach[33].
- 2017–2018: Otwarci dla wszystkich!. Celem projektu było zwiększenie kompetencji pracowników stołecznych instytucji kultury z zakresu dostępności dla osób z niepełnosprawnościami. Ponad 200 osób wzięło udział w bezpłatnych szkoleniach. Został również opublikowany poradnik Przewodnik po dostępności. Projekt został dofinansowany ze środków Miasta Stołecznego Warszawy[34].
- 2017: W ramach projektu Encyklopedia Sztuki w PJM 2 powstały filmy z tłumaczeniem PJM do 50 definicji z dziedziny sztuki. Ponad 100 młodych niesłyszących osób wzięło udział w warsztatach, które były organizowane w muzeach i galeriach sztuki[35].
- 2017–2019 Rodzina kinomaniaków. W ramach projektu zorganizowano pokazy filmowe, spotkania filmowe dla młodzieży i dorosłych obejmujące prezentację filmu i dyskusję oraz familijne pokazy filmowe z udziałem dzieci[36].

## Prezesi
- Anna Żórawska (2012– )